# Depot von Lunow
Das Depot von Lunow ist ein archäologischer Depotfund aus der Frühbronzezeit, der bei Lunow (Landkreis Barnim) entdeckt wurde.
Der erste Hortfund wurde in einer „Steingrube“ (möglicherweise Steinbruch?) entdeckt und besteht aus einem Ring mit abschmalenden Enden und einem langgestielten Meißel.
Der zweite Hort setzt sich aus einer Stabdolchklinge, einem Randleistenbeil, zwei Ösenhalsringen, zwei Armringen, einer Armspirale und einem Manschettenarmband zusammen und wurde möglicherweise in einem Gefäß niedergelegt. Beide Depots werden der Aunjetitzer Kultur zugeordnet.
Der erste Hortfund ist heute nicht mehr vorhanden, der Zweite befindet sich im Museum für Vor- und Frühgeschichte Berlin.